# MacOS High Sierra
macOS High Sierra（マックオーエス ハイ シエラ）は、Appleが開発したMac向けのオペレーティングシステム(OS)。macOSシリーズの14番目のバージョンである。バージョンナンバーは10.13。macOS Sierraの後継バージョンとして、2017年6月5日（太平洋標準時）に発表され、同年9月26日より無償配布されている。セキュリティアップデートは2020年11月12日が最後で、終了している。

## 概要
2017年6月5日に開催されたWWDC 2017の基調講演で発表され、同日開発者（Apple デベロッパープログラム登録者）へデベロッパープレビュー版が公開された。Apple Beta Software Program対象にもなっていた。
本バージョンでは、macOS Sierra以前まで可能だったRAIDディスクのインストールと起動がインテルVROCに対応したNVMeのRAIDディスクとCore StorageのFusion Driveのみとなった。これについては、Appleは一切アナウンスしていない。

## 対応環境/システム条件
必要要件は、一つ前のメジャーアップデートであるmacOS Sierraの時と変更がない。
- iMac (Late 2009) 以降
- MacBook (Late 2009) 以降
- MacBook Pro (Mid 2010) 以降
- MacBook Air (Late 2010) 以降
- Mac mini (Mid 2010) 以降
- Mac Pro (Mid 2010) 以降

## 特徴
これまでのmacOS同様に、The Open Groupに正式に認定されたUNIXである。
多数の書体が付属する。

### 新機能
Apple File System (APFS)
APFS(Apple File System)は、2016年6月13日に開催されたWWDC 2016の基礎講演にて発表され、2017年1月24日より配信されたiOS 10.3で初めてiOSに使用されたHFS+後継のファイルシステムである。ただし初期リリースではFusion Driveやハードディスクがサポートされない等、完成に到らなかったため、オールフラッシュストレージのMac以外では、HFS+が引き続き利用されることになった。10.13.6(17G65)より後にリリースされた、MacBook Pro (2018)専用のHigh Sierraでは、外部HDDでもシステムディスクとして使う場合にAPFSが必須となっている。
H.265 (HEVC)
先代のH.264/MPEG-4 AVCよりも優れた圧縮効率を持ち、4K動画にも対応したH.265動画圧縮規格に対応し、対応GPUでの高速エンコードができる。
HEIF
静止画像ファイル規格として、High Efficiency Image File Format (HEIF) にも対応。
Metal 2
Metalよりも高効率になり、外付けGPUの利用やGPUを利用した機械学習にも対応する。
Core ML
機械学習（Machine Learning）のフレームワークが整理された。
Virtual Reality
高機能なGPUとHTC Vive VRヘッドセットの組み合わせでバーチャルリアリティを実現する。
改良された二言語入力
日本語と英語の組み合わせで、入力言語を切り替える必要がなくなる。
サードパーティ製のNVMe SSDのサポート
Sierraまでは純正のNVMe SSDのみのサポートだったが、High Sierraにてサードパーティ製のNVMe SSDがサポートされ、NVMe対応のM.2 SSDがディスクとして認識されるようになった。

#### インテルVROCのサポート
複数のNVMe SSDをRAID構成してHigh Sierraのインストールと起動が可能。現時点ではApple T2チップ搭載のiMac Proのみ対応。
EFICheck
改竄を防ぐため、週に一回EFIの整合性が自動確認される。

### 廃止された機能
インテルVROC非対応のRAIDディスクでのインストールとOS起動
RAIDディスクへのインストールとOS起動には、インテルVROC対応か、Core StrageのFusion Driveである必要がある。前者はファイルフォーマットがAPFSに、後者はHFS＋になる。なおOSインストール目的以外でのRAID構成は従来通り可能。
FTP
代替としてSFTPを使うことを推奨。
telnet
代替としてSSHを使うことを推奨。
OpenSSL
よりセキュアな実装である、LibreSSLに置き換えられた。

## Boot Camp
macOS High Sierraは、Boot Camp経由でWindows 7およびWindows 8.1が使用できる最後のmacOSとなった。次のmacOSであるmacOS MojaveではWindows 10のみが使用可能とされた。

## 脆弱性
2017年11月、macOS High Sierra 10.13.1においてセキュリティに関する脆弱性が発見され、JPCERT/CCが注意を促す文書を公表した。ユーザ側の設定によって、管理者アカウントである「root」という名前のユーザをパスワードなしで使用できる問題が挙げられており、第三者がログインできる危険性が指摘され、Appleは即日修正し、サポート文書を公開した

## バージョン履歴
| バージョン | Build           | リリース日                  | Darwinバージョン          | リリースノート |
| ---------- | --------------- | --------------------------- | ------------------------- | --- |
| 10.13      | 17A365          | 2017年9月25日               | 17.0                      | macOS High Sierra 10.13 のセキュリティコンテンツについて |
| 10.13      | 17A405          | 2017年10月5日               | 17.0                      | macOS High Sierra 10.13 追加アップデートのセキュリティコンテンツについて |
| 10.13.1    | 17B48           | 2017年10月31日              | 17.2                      | About the macOS High Sierra 10.13.1 Update About the security content of macOS High Sierra 10.13.1 |
| 10.13.2    | 17C88           | 2017年12月6日               | 17.3.0                    | macOS High Sierra 10.13.2 Combo Update About the security content of macOS High Sierra 10.13.2, Security Update 2017-002 Sierra, and Security Update 2017-005 El Capitan                                          |
| 10.13.3    | 17D47/17D2047   | 2018年1月23日               | 17.4.0                    | macOS High Sierra 10.13.3 アップデートについて macOS High Sierra 10.13.3、セキュリティアップデート 2018-001 Sierra、セキュリティアップデート 2018-001 El Capitan のセキュリティコンテンツについて                 |
| 10.13.3    | 17D102/17D2102  | 2018年2月19日               | 17.4.0                    | macOS High Sierra 10.13.3 追加アップデートのセキュリティコンテンツについて |
| 10.13.3    | 17D2104         | 2018年3月1日                | 17.4.0                    | iMac Pro向けmacOS High Sierra 10.13.3 追加アップデート |
| 10.13.4    | 17E199          | 2018年3月29日               | 17.5.0                    | About the macOS High Sierra 10.13.4 Update About the security content of macOS High Sierra 10.13.4 |
| 10.13.4    | 17E202          | 2018年4月24日               | 17.5.0                    | macOS High Sierra 10.13.4 Update macOS High Sierra 10.13.4 Combo Update |
| 10.13.5    | 17F77           | 2018年6月1日                | 17.6.0                    | macOS High Sierra アップデート10.13.5 macOS High Sierra 10.13.5 統合アップデート セキュリティアップデート |
| 10.13.6    | 17G65           | 2018年7月9日                | 17.7.0                    | macOS High Sierra アップデート10.13.6 macOS High Sierra 10.13.6 統合アップデート セキュリティアップデート |
| 10.13.6    | 17G2112         | 2018年7月11日               | 17.7.0                    | MacBook Pro (2018)専用 |
| 10.13.6    | 17G2208         | 2018年7月24日               | 17.7.0                    | MacBook Pro (2018)向けmacOS High Sierra 10.13.6追加アップデート |
| 10.13.6    | 17G2307         | 2018年8月29日               | 17.7.0                    | MacBook Pro (2018)向けmacOS High Sierra 10.13.6追加アップデート2 |
| 10.13.6    | 17G5019         | 2019年1月22日               | 17.7.0 xnu-4570.71.22~1   | macOS Mojave 10.14.3、セキュリティアップデート 2019-001 High Sierra、セキュリティアップデート 2019-001 Sierra のセキュリティコンテンツについて                                                                    |
| 10.13.6    | 17G6029 17G6030 | 2019年3月25日 2019年3月30日 | 17.7.0                    | セキュリティアップデート 2019-002 High Sierra About the security content of Security Update 2019-002 High Sierra and Security Update 2019-002 Sierra                                                              |
| 10.13.6    | 17G7024         | 2019年5月13日               | 17.7.0xnu-4570.71.45~1    | セキュリティアップデート 2019-003 High Sierra About the security content of macOS Mojave 10.14.5, Security Update 2019-003 High Sierra, Security Update 2019-003 Sierra                                           |
| 10.13.6    | 17G8029/17G8030 | 2019年7月22日/2019年7月29日 | 17.7.0                    | macOS Mojave 10.14.6、セキュリティアップデート 2019-004 High Sierra、セキュリティアップデート 2019-004 Sierra のセキュリティコンテンツについて                                                                    |
| 10.13.6    | 17G8037         | 2019年9月26日               | 17.7.0xnu-4570.71.46~1    | セキュリティアップデート 2019-005 (High Sierra) macOS Mojave 10.14.6 追加アップデート 2、セキュリティアップデート 2019-005 High Sierra、セキュリティアップデート 2019-005 Sierra のセキュリティコンテンツについて |
| 10.13.6    | 17G9016         | 2019年10月29日              | 17.7.0xnu-4570.71.57~1    | macOS Catalina 10.15.1、セキュリティアップデート 2019-001、セキュリティアップデート 2019-006 のセキュリティコンテンツについて                                                                                     |
| 10.13.6    | 17G10021        | 2019年12月10日              | 17.7.0 xnu-4570.71.63~1   | macOS Catalina 10.15.2、セキュリティアップデート 2019-002 Mojave、セキュリティアップデート 2019-007 High Sierra のセキュリティコンテンツについて                                                                  |
| 10.13.6    | 17G11023        | 2020年1月28日               | 17.7.0 xnu-4570.71.69~1   | macOS Catalina 10.15.3、セキュリティアップデート 2020-001 Mojave、セキュリティアップデート 2020-001 High Sierra のセキュリティコンテンツについて                                                                  |
| 10.13.6    | 17G12034        | 2020年3月24日               | 17.7.0 xnu-4570.71.73~1   | macOS Catalina 10.15.4、セキュリティアップデート 2020-002 Mojave、セキュリティアップデート 2020-002 High Sierra のセキュリティコンテンツについて                                                                  |
| 10.13.6    | 17G13033        | 2020年5月26日               | 17.7.0 xnu-4570.71.80~1   | macOS Catalina 10.15.5、セキュリティアップデート 2020-003 Mojave、セキュリティアップデート 2020-003 High Sierra                                                                                                   |
| 10.13.6    | 17G13035        | 2020年6月1日                | 17.7.0 xnu-4570.71.80~1   | macOS Catalina 10.15.5 追加アップデート、セキュリティアップデート 2020-003 High Sierra のセキュリティコンテンツについて                                                                                           |
| 10.13.6    | 17G14019        | 2020年7月15日               | 17.7.0 xnu-4570.71.82.5~1 | macOS Catalina 10.15.6、セキュリティアップデート 2020-004 Mojave、セキュリティアップデート 2020-004 High Sierra のセキュリティコンテンツについて                                                                  |
| 10.13.6    | 17G14033        | 2020年9月24日               | 17.7.0 xnu-4570.71.82.6~1 | macOS Catalina 10.15.7、セキュリティアップデート 2020-005 High Sierra、セキュリティアップデート 2020-005 Mojave のセキュリティコンテンツについて                                                                  |
| 10.13.6    | 17G14042        | 2020年11月12日              | 17.7.0 xnu-4570.71.82.8~1 | セキュリティアップデート 2020-006 High Sierra、セキュリティアップデート 2020-006 Mojave のセキュリティコンテンツについて                                                                                          |